# Володарский район (Брянск)
Володарский район — один из административных районов Брянска. Расположен на левом берегу Десны, к востоку от центральной части города. Володарскому району административно подчинен посёлок Большое Полпино. С северо-запада к Володарскому району примыкает посёлок Радица-Крыловка, подчинённый Бежицкому району Брянска.
Население — 63 524 человек (2021), что составляет 17.07 % населения города.
Важнейшие улицы — Никитинская, Речная, Пушкина, Димитрова, Красный Маяк, Чернышевского, Тельмана, Рылеева, 2-я Мичурина.

## История района
История района начинается с проведением Орловско-Витебской железной дороги.
Министр путей сообщения генерал-лейтенант Мельников на следующий год после осмотра построенной дороги (15—18 ноября 1868 года) сообщал министру финансов, что «по освидетельствованию особыми техническими комиссиями в сентябре-ноябре минувшего года земской Орловско-Витебской железной дороги, оказалось возможным открыть постоянное движение на участке от Витебска до Рославля 10 октября и на участке от Рославля до Брянска и от Брянска до Орла — 24 ноября». Так днём основания района считается 24 ноября 1868 года. С проведением дороги и сооружением затем вокзала первые поселенцы стали селиться в районе вокзала. Посёлок получил название Привокзальной слободы.
Однако первым жителем нынешнего Володарского района следует считать отставного солдата Могилевцева, который, чтобы не платить городских налогов, ещё задолго до сооружения железной дороги, в 1844 году, построил дом и разбил участок земли вдали от города — на берегу озера Сатное. После того, как про это узнала Брянская городская Дума, эти земли показались ей перспективными, и она нашла выгодным отводить там новые земельные участки.
7 июля 1896 года в Привокзальной слободе состоялась закладка Сухарного завода военного ведомства.
В 1887 году к востоку от Привокзальной слободы была открыта железнодорожная станция Брянск-Полесский (ныне Брянск-Ремонтный), вокруг которой началась застройка так называемого Полесского посёлка.
На рубеже XIX—XX веков неподалёку от Радицкого завода и железнодорожной платформы (ныне Мальцевская) возникли посёлки Мальцовская слобода (относившаяся к селу Радица-Чугунная) и Новая Постройка.
В первые годы Советской власти Привокзальная слобода была переименована в Володарский посёлок, Полесский посёлок — в Толстовский посёлок (посёлок им. Толстого), Новая Постройка — в посёлок им. Воровского, а Мальцовская слобода — в посёлок им. Урицкого. Однако все эти населённые пункты оставались самостоятельными.
В апреле 1921 года постановлением Президиума ВЦИК Володарский и Толстовский посёлки были присоединены к Брянску с образованием в Брянске соответствующих райсоветов (позднее объединенных в Володарско-Толстовский райсовет). Однако с 1930-х годов Володарско-Толстовский райсовет был упразднен.
Во время оккупации города в годы Великой Отечественной войны Володарский район (посёлок) назывался «Брянск-Восточный».
В 1925 году был образован рабочий посёлок Урицкий, в который вошли посёлки им. Урицкого и Воровского. 6 июля 1950 года посёлок Урицкий был присоединен к городу Брянску (ныне в составе Володарского района).
22 июня 1951 года в Брянске были окончательно сформированы ныне существующие городские районы: Володарский, Советский и Фокинский.

## Население
| 1959    | 1970    | 1979    | 1989    | 2002    | 2009    | 2010    | 2012    | 2013    |
| ------- | ------- | ------- | ------- | ------- | ------- | ------- | ------- | ------- |
| 29 353  | ↗48 803 | ↗64 077 | ↗79 291 | ↘78 145 | ↘75 754 | ↘73 791 | ↘72 794 | ↘72 271 |
| 2014    | 2015    | 2016    | 2017    | 2018    | 2019    | 2020    | 2021    |         |
| ↘71 545 | ↘70 990 | ↘70 777 | ↘70 589 | ↘70 063 | ↘69 685 | ↗69 700 | ↘63 524 |         |

## Инфраструктура
Система среднего образования включает 9 муниципальных средних школ: Гимназия № 4 (бывшая школа № 24), № 25, 26, 33, 34, 38, 46, 58, 64, Гимназия № 3 (бывшая школа № 65). Функционируют Володарская детская школа искусств № 3 и Детская художественная школа. На территории района работают два профессиональных лицея.
В Володарском районе работают множество спортивных клубов, имеются два стадиона, плавательный бассейн ДОСААФ, спортивно-оздоровительный комплекс "Брянск" (ледовый дворец, бассейн).  

Сфера культуры представлена несколькими Домами культуры (им. Кравцова, им. Горького, Фосфоритного завода), областным театром кукол, парком «Юность», кинотеатром (развлекательный комплекс «Салют»), библиотеками.

## Транспорт
В Володарском районе находится центральный железнодорожный вокзал Брянск-Орловский. На территории района находятся: железнодорожная станция Полпинская,  железнодорожные платформы Мальцевская, Рижский пост, 131 км, остановочный пункт железной дороги Брянск-Ремонтный.
По территории района проходят 3 маршрута троллейбуса + еще 1 в часы пик , 11 автобусных маршрутов и 13 - маршрутного такси.

## Предприятия района
- ОАО «Ирмаш»- производство дорожно-строительной, ирригационной, землеройной техники.
- Брянский фосфоритный завод — производство фосфатных удобрений, ныне не существует.
- ЗАО «Термотрон-Завод» — оборудование для железных дорог, подъёмно-транспортное оборудование.
- ОАО «Брянскпиво» — производство пива и напитков на его основе.
- 85-й Ремонтный завод (в/ч № 75100) — производство стационарных укрытий для мобильных грунтовых ракетных комплексов.
- Военный завод № 111 — производство мобильного хлебопекарного оборудования.
- Военный завод № 192 — выпуск спецтехники для железнодорожных войск.
- ОАО «Лесхозмаш»
- Брянский завод металлоконструкций и технической оснастки (БЗМТО), территориально — в пос. Большое Полпино
- ОАО «Энергозапчасть»
- ООО «Эрго»